# Larry Page

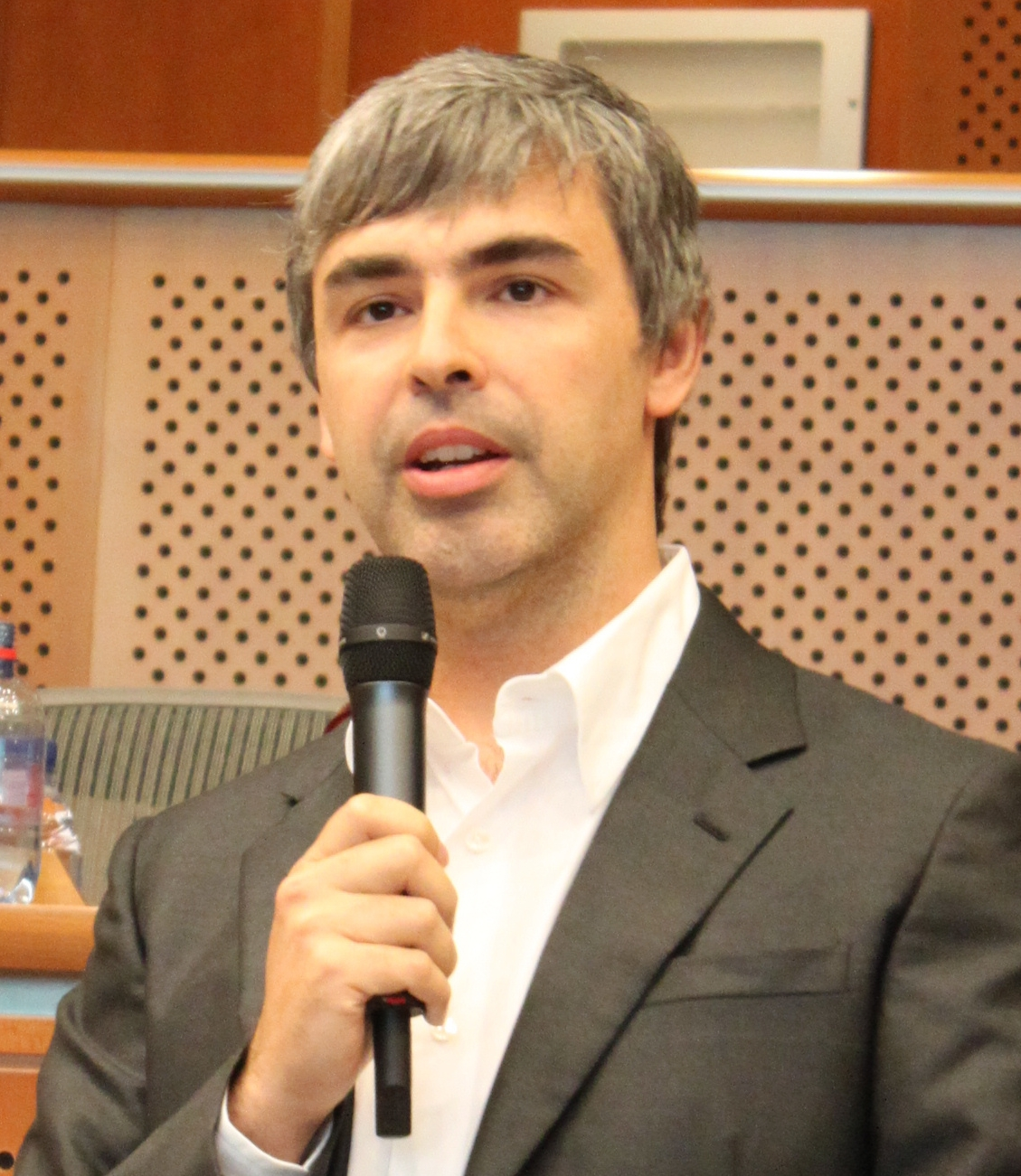
Larry Page (2009)

Lawrence Edward „Larry“ Page (* 26. März 1973 in East Lansing, Michigan) ist ein US-amerikanischer Informatiker und Unternehmer und war vom 23. Juli 2015 bis zum 3. Dezember 2019 CEO von Alphabet Inc.
Page erwarb an der University of Michigan den Bachelor in Ingenieurwissenschaften und an der Stanford University den Master in Informatik. Zusammen mit Sergey Brin entwickelte er die Suchmaschine Google. Der Prototyp wurde am 7. September 1998 gestartet. Seitdem war er CMO und CEO des kalifornischen Unternehmens Google Inc.; von 2015 bis 2019 war er CEO der neu gegründeten Google-Muttergesellschaft Alphabet Inc.

## Google
Die Idee zu Google war ursprünglich Bestandteil einer akademischen Forschungsarbeit von Larry Page und Sergey Brin an der Stanford University, die von dieser zum Patent angemeldet wurde. Einer der Hauptgründe von Googles rasantem Erfolg war der Algorithmus PageRank. Da Page rasch begriff, welch enormes Potential hierin steckte, beschloss er, seine Dissertation (bis heute) ruhen zu lassen. Zunächst versuchte Page vergeblich, die damals größten Internetunternehmen für diese neue Technologie zu begeistern. Im August 1998 stellte jedoch Andreas von Bechtolsheim nach einer zehnminütigen Präsentation der Suchmaschine einen Scheck über 100.000 US-Dollar zur Verfügung. Da Bechtolsheim annahm, Google sei die Firma, setzte er als Empfänger die Google Inc. ein. Da ein solches Unternehmen aber bis dahin gar nicht existierte, meldeten Page und Brin das Unternehmen unter diesem Namen an, damit der Scheck überhaupt eingelöst werden konnte, woraufhin Page erster Chef des nun neu gegründeten Unternehmens (bis 2001) wurde.
Page holte sich das nötige Kapital für Google Inc. – im Gegensatz zu vielen anderen Start-Up-Unternehmern dieser Zeit – nicht bei einem großen Risikokapital-Finanzierer, sondern lieh es sich bei verschiedenen Geldgebern in jeweils kleineren Summen. Nicht von einer Wagnisfinanzierungsgesellschaft abhängig, behielt er von Anfang an die Kontrolle über sein Unternehmen. So konnten die beiden Gründer von Google Inc. auch beim Gang an die Börse die Mehrheit am Konzern halten und sich damit den nötigen Einfluss auf die Entwicklung der eigenen Firma sichern. Beim Börsengang am 19. August 2004 war Page mit einem Besitz von 38 Millionen Aktien Multimilliardär.
2001 holten Page und Brin den ehemaligen Novell-Manager Eric Schmidt mit an Bord. Page gab die Unternehmensführung ab, um die Produktentwicklung zu leiten. Schmidt wurde Chairman of the Executive Committee and Chief Executive Officer, „um den Aufbau der Firmeninfrastruktur und das schnelle Wachstum von Google fortführen zu können sowie eine gleichbleibend hohe Qualität bei möglichst kurzen Produktentwicklungszyklen sicherzustellen“. Zwischen 2001 und 2011 baute Schmidt dann mit Page und Brin Google zu einem der führenden IT-Unternehmen auf, wobei die Anzahl der Mitarbeiter von 200 auf 24.400 anwuchs.
Page löste am 4. April 2011 Eric Schmidt als Konzernchef ab, der in den Verwaltungsrat von Google wechselte.

## Leben
Carl Victor Page, Vater von Larry Page, war Informatikprofessor, seine Mutter Gloria Page Datenbankentwicklerin. Sein älterer Bruder Carl Page Jr. ist ebenfalls IT-Unternehmer, der u. a. einst die Firma eGroups mitaufbaute, die er im Jahr 2000 um 400 Millionen US-Dollar an Yahoo verkaufte.
Prägend für ihn war die Biografie Nikola Teslas, die er mit zwölf Jahren las und aus der er die Erkenntnis gewann, dass für technische Entwicklungen Geld verdient werden muss.
Nach einer mehrjährigen Beziehung mit Marissa Mayer heiratete Larry Page am 8. Dezember 2007 die Stanford-Doktorandin Lucy Southworth (* 1979), mit der er zwei Söhne (* 2009 und * 2011) hat.
Am 14. Mai 2013 gab Larry Page bekannt, an einer beidseitigen Stimmband-Lähmung erkrankt zu sein. Eine Hashimoto-Autoimmunerkrankung wurde bei ihm 2003 festgestellt.
Mit dem Start-up „Kitty Hawk Corporation“ wollte Larry Page in Neuseeland einen Flugdienst mit Lufttaxis starten. Die Firma stellte eigene Aktivitäten ein und wurde im September 2022 in dem Joint Venture Wisk Aero ein Teil von Boeing.
Im Jahre 2025 wurde bekannt, dass er mit dem neu gegründeten Unternehmen Dynatomics durch Methoden der künstlichen Intelligenz Unternehmen zu höherer Effizienz verhelfen möchte.

## Positionen
Die Positionen von Larry Page werden dem Akzelerationismus zugeordnet. Max Tegmark beschrieb Page als einflussreichen Multiplikator eines „digitalen Utopismus“. Als Beispiel nannte er die Überzeugung von Page, die Menschheit solle das Weltall besiedeln und müsse dafür ihr Leben in digitaler Form fortsetzen. Dies sei ein logischer nächster Schritt der „kosmischen Evolution“.

## Vermögen
Larry Page ist Multimilliardär und einer der reichsten Menschen der Welt. Mit einem geschätzten Vermögen von 114 Milliarden US-Dollar erreichte er im Jahr 2024 Platz 10 der vom Forbes Magazine herausgegebenen Liste der reichsten Menschen der Welt.